# Lychnuchus
Lychnuchus is een geslacht van vlinders van de familie dikkopjes (Hesperiidae), uit de onderfamilie Hesperiinae.

## Soorten
- L. brasta Evans, 1955
- L. celsus (Fabricius, 1793)
- L. pelta Evans, 1955
- L. victa Evans, 1955